# ロバート・J・ハヴィガースト
ロバート・J・ハヴィガースト（Robert J. Havighurst、1900年6月5日 - 1991年1月31日）は、アメリカ合衆国の教育学者、心理学者である。特に「発達課題」の概念を提唱し、人間の生涯にわたる発達に関する研究に大きな影響を与えたことで知られている。

## 生涯
ハヴィガーストは1900年にアメリカ合衆国で誕生した。オハイオ・ウェスリアン大学で化学の学士号を取得し、その後、オハイオ州立大学で化学の博士号を取得した。キャリアの初期には物理学者としてハーバード大学で研究に従事し、マイアミ大学などで化学や物理学の教授を務めた。
1941年にはシカゴ大学の教育学教授および人間発達合同委員会議長に就任し、この頃から発達心理学の分野で「発達課題」という概念を普及させ、定着させることに貢献した。彼は生涯にわたって45冊以上の著書や編著書を出版し、教育界に多大な影響を与えた。

## 発達課題の理論
ハヴィガーストは、人間が健全で幸福な発達を遂げるためには、人生の各段階において達成すべき特定の課題が存在すると提唱した。これを「発達課題（developmental tasks）」と呼ぶ。発達課題は、個人の身体的成熟、心理的要因、そして社会文化的期待の3つの要素から生じるとされる。
彼の理論によれば、発達課題を達成すれば、その人は幸福になり、次の発達段階の課題達成も容易になる。しかし、課題の達成に失敗した場合、その人は不幸を感じ、社会から承認されず、次の発達課題の達成が困難になる可能性があると指摘した。
ハヴィガーストは、生涯を以下の6つの主要な発達段階に区分し、それぞれに具体的な発達課題を挙げている。

### 1. 乳幼児期（0歳から6歳頃）
- 歩行、摂食、発話、排泄のコントロールの学習
- 性の相違と性役割についての学習
- 社会や事物に関する単純な概念の形成
- 善悪の区別と良心の学習
- 両親、兄弟との人間関係の学習

### 2. 児童期（6歳から12歳頃）
- 読み書き計算の基本的技能の学習
- 同年代の仲間とうまく付き合う学習
- 遊びやゲームに必要な身体的技能の習得
- 自己に対する健全な態度を形成すること
- 日常の概念を発達させること
- 良心、道徳性、価値観の尺度を発達させること
- 社会的な集団や制度に対する民主的な態度を発達させること

### 3. 青年期（12歳から18歳頃）
- 男女両性の友人との交流および成熟した人間関係の構築
- 自己の身体構造を理解し、男性または女性としての役割を獲得すること
- 両親や他の大人からの情緒的自立の達成
- 経済的独立に関する自信の確立
- 職業の選択と準備
- 結婚と家庭生活の準備
- 行動の基準となる価値と倫理の体系を習得すること

### 4. 壮年期（成人初期、18歳から30歳頃）
- 配偶者の選択と結婚相手との生活の学習
- 第一子を家族に迎え入れ、養育すること
- 家庭の管理
- 仕事に就くこと
- 適切な社会集団の発見・認識
- 市民としての責任を引き受けること

### 5. 中年期（成人中期、30歳から60歳頃）
- 大人としての市民的、社会的責任の達成
- 一定の経済力を確保し、維持すること
- 10代の子どもたちの精神的な成長援助
- 大人の余暇活動を充実させること
- 配偶者と人間として結びつくこと
- 中年期の生理的変化を受け入れ、適応すること
- 老年の両親の世話と適応

### 6. 老年期（60歳以降）
- 肉体的な強さと健康の衰退への適応
- 引退と収入の減少への適応
- 同年代の人と明るい親密な関係を築くこと
- 満足のいく住宅の確保
- 社会的役割を柔軟に受け入れてそれに適応すること
- 配偶者の死に対応すること

ハヴィガーストの発達課題は、個人の成長を多角的に捉える上で有用な枠組みを提供し、教育、カウンセリング、社会福祉など様々な分野で活用されている。

## 主な著作
- 『誰が教育を支配するか―教育と社会階層―』（1956年）
- 『人間の発達課題と教育―幼年期より老年期―』（1958年）